# Мадонна делла Лоджиа (картина)
«Мадонна делла Лоджиа» (итал. Madonna della Loggia) — одна из ранних работ Боттичелли, написанная маслом на дереве в 1467 году. Картина находится в галерее Уффици. Размер картины 72×50 см. Картина необычна тем, что Мадонна с младенцем изображены на фоне лоджии. Выполнена в период обучения художника у фра Филиппо Липпи.